# Ellie Araiza
Ellie Araiza (San Luis Potosí, 25 de marzo de 1984) es una actriz mexicana de televisión y cine, conocida por aparecer en series como The Bridge (2013), Legión (2017), NCIS (2018) y 9-1-1: Lone Star (2020).

## Biografía
Araiza nació y creció en San Luis Potosí, México de padre mexicano y madre estadounidense. En 2002, se trasladó a Los Ángeles para perseguir su sueño de convertirse en actriz. Sus trabajos incluyen papeles recurrentes en series de televisión como The Bridge (2013) y Legión (2017), además de aparecer en NCIS (1 episodio, 2018), 9-1-1: Lone Star (2020), S.W.A.T. (2021).
En 2024 aparecerá en la cinta de terror Night Swim junto a Kerry Condon y Wyatt Russell. Ellie habla inglés y español con fluidez.